# Nigel Clough
Pour les articles homonymes, voir Clough.
Nigel Clough, né le 19 mars 1966 à Sunderland (Angleterre), est un footballeur anglais, qui évoluait au poste de milieu offensif ou attaquant. Il est le fils de Brian Clough. Il compte quatorze sélections avec l'équipe d'Angleterre entre 1989 et 1993. Il participe au championnat d'Europe 1992.
Reconverti entraîneur en 2007 à la fin de sa carrière de joueur, il dirige Burton Albion, d'abord comme joueur-entraîneur, puis de 2007 à 2009, comme entraîneur. Il entraine ensuite Nottingham Forest puis Sheffield Wednesday.
Depuis novembre 2020, il est l'entraîneur de Mansfield Town.

## Carrière de joueur

### Palmarès

#### En équipe nationale
- 14 sélections et 0 but avec l'équipe d'Angleterre entre 1989 et 1993.

#### Avec Nottingham Forest
- Vainqueur de la Coupe de la Ligue en 1989 et 1990.
- Finaliste de la Coupe d'Angleterre de football en 1991.
- Finaliste de la Coupe de la Ligue en 1992.
- Vainqueur de la Full Members Cup en 1989 et 1992.

## Carrière d'entraîneur
Nommé entraineur de Derby County en 2009, il prolonge son contrat en 2011, s'engageant jusqu'à l'été 2015.

### Palmarès

#### Avec Burton Albion
- Vainqueur de la Northern Premier League Premier Division en 2002.
- Vainqueur du Championnat d'Angleterre de football D5 en 2009.